# Torneio de Montreux de 1957
O Torneio de Montreux de 1957  foi a 31ª edição do Torneio de Montreux.

## Resultados
|    | Equipe        | Pts | J | V | E | D  | GM | GS  | DG  |
| -- | ------------- | --- | - | - | - | -- | -- | --- | --- |
| 1º | Espanha       | 20  | 7 | 6 | 1 | 0  | 39 | 9   | 30  |
| 2º | Portugal      | 20  | 7 | 6 | 1 | 0  | 36 | 12  | 24  |
| 3º | Itália        | 15  | 7 | 4 | 0 | 3  | 23 | 18  | 5   |
| 4º | Alemanha      | 15  | 7 | 4 | 0 | 3  | 26 | 36  | -10 |
| 5º | Bélgica       | 14  | 7 | 3 | 1 | 3  | 27 | 32  | -5  |
| 6º | Inglaterra    | 10  | 7 | 1 | 1 | 5  | 22 | 32  | -10 |
| 7º | Países Baixos | 9   | 7 | 1 | 0 | 22 | 37 | -15 |     |
| 8º | Montreux HC   | 9   | 7 | 1 | 0 | 6  | 19 | 38  | -19 |

|               | Suíça | Itália | Portugal | Bélgica | Espanha | Inglaterra | Países Baixos | Alemanha |
| ------------- | ----- | ------ | -------- | ------- | ------- | ---------- | ------------- | -------- |
| Montreux HC   |       | 2-4    | 2-6      | 3-10    | 1-5     | 5-4        | 4-6           | 2-3      |
| Itália        |       |        | 1-4      | 4-5     | 2-4     | 4-3        | 2-0           | 6-0      |
| Portugal      |       |        |          | 6-0     | 2-2     | 6-2        | 8-2           | 4-3      |
| Bélgica       |       |        |          |         | 1-7     | 4-4        | 4-2           | 3-6      |
| Espanha       |       |        |          |         |         | 3-0        | 6-2           | 12-1     |
| Inglaterra    |       |        |          |         |         |            | 6-4           | 3-6      |
| Países Baixos |       |        |          |         |         |            |               | 6-7      |
| Alemanha      |       |        |          |         |         |            |               |          |